# Left Behind (chanson)
Pour les articles homonymes, voir Left Behind.
Singles de Slipknot
Spit It Out
(1999) People = Shit
(2002)
Left Behind est une chanson du groupe de metal Slipknot. La chanson est commercialisée sous format single extrait de leur second album Iowa.

## Clip vidéo
Le clip vidéo de Left Behind, réalisée par Dave Meyers, se centre sur un jeune garçon, d'abord aperçu en train de couper un morceau de viande dans une boucherie.

## Accueil
Left Behind est un succès plus commercial que les chansons Wait and Bleed et Spit It Out, atteignant la 30e place du classement Hot Mainstream Rock Tracks, et la 24e place du UK Singles Chart. La chanson est également nommée du Grammy Award dans la catégorie de meilleure performance metal en 2002, mais perd face au titre Schism de Tool. Il s'agit du premier single du groupe à atteindre la 97e place des classements ARIA australiens. Elle atteint également listée 15e des meilleures chansons du 21e siècle par Loudwire. Cette chanson, avec Wait and Bleed, Pulse of the Maggots, et Snuff, est disponible en version téléchargeable dans la série des jeux vidéo Rock Band.

## Liste des titres
CD Single
1. Left Behind – 4:04
2. Liberate (Live) – 4:27
3. Surfacing (Live) – 5:10

Disque microsillon 7"
1. Left Behind – 4:04
2. Liberate (Live) – 4:27

Single promotionnel
1. Left Behind (Alternate Version) – 3:40
2. Left Behind (Album Version With Fade) – 3:40
3. Left Behind (Album Version) – 4:06